# Laodicea Combusta
Laodicea Combusta (Λαοδίκεια κατακεκαυμένη o κεκανμένη Laodicea Katakékaumène) fou una ciutat selèucida a l'Àsia Menor al nord-oest d'Iconi a la via que portava cap a Melitene, en un territori a cavall entre Licaònia i Psídia (Claudi Ptolemeu l'esmenta com a ciutat de Galàcia).
Fou una de les cinc ciutats que Seleuc I Nicàtor va construir amb aquest nom que era el de la seva mare Laodice de Macedònia. El cognom Combusta li dona Estrabó a la regió (XII. pp. 576, 579, XIII. pp. 626, 628, 637) segons diu per la naturalesa volcànica de la rodalia, però potser el nom el portava perquè la ciutat havia estat incendiada en algun moment i reconstruïda, o per tenir antigues instal·lacions mineres o metal·lúrgiques, ja que no hi ha cap resta volcànica a la regió, o més probablement perquè el nom de Catakékaumène (en grec Κατακεκαυμένη) donat a la regió era perquè no creixia cap més arbre que la vinya i a la part plana tenia aspecte de cendra i la part muntanyosa era rocosa i negra com a calcinada. El vi de la regió era de tanta qualitat com els més apreciats.
Va ser una ciutat de certa importància però no va participar en cap fet destacat. En l'època cristiana fou seu d'un bisbat, i un dels bisbes, Eugeni, diu al seu epitafi que ha reconstruït l'església des dels fonaments i detalla cada part, cosa que fa pensar que hi va haver destruccions abans de l'arribada dels seljúcides. Aquests li van donar el nom de Ladik (a vegades Ladhik Sukhta, que vol dir Ladhik Cremada). Al segle xiii una Ladik fou seu d'un emirat turcman, però està en discussió si correspon a aquesta ciutat o a Deñizli. Vegeu Beylik de Ladik.
Al segle xvii Ewliya Çelebi diu que havia patit danys causats pels djalalis. Katib Çelebi ja l'esmenta com una vila petita però capital d'una circumscripció dependent de Konya al segle xviii quan encara sembla que tenia certa importància. Al segle xix s'esmenta algun cop com a Yorgan Ladik però aquest nom, atribuït a les cobertes dels tapissos, no era el nom efectiu de la població i derivava d'un error de lectura per Yarükan Ladik (Ladik dels Nòmades); la població estava en decadència; el 1941 apareix amb 1.785 habitants i havia perdut el seu paper de capçalera administrativa. Modernament està situada al districte de Sarayönü, en un poble anomenat Ladik (província de Konya). Les seves ruïnes són nombroses.